# Kronbuske
Kronbuske (Calotropis gigantea) är en art i familjen oleanderväxter.

## Synonymer
- Asclepias gigantea L.
- Calotropis gigantiea  (L.) R. Br. ex Schult.
- Madorius giganteus Kuntze
- Periploca chinensis Decne.
- Periploca cochinchinensis Lour.
- Streptocaulon cochinchinense (Lour.) G. Don